# NGC 6934
NGC 6934 (také známá jako Caldwell 47) je kulová hvězdokupa v souhvězdí Delfína. Hvězdokupa je od Země vzdálená přibližně 52 000 světelných let. Objevil ji britský astronom William Herschel 24. září 1785. Její odhadované stáří je 11,14 miliard let

a hmotnost 2,95 × 105 {\displaystyle M_{\odot }}
NGC 6934 je přiřazován stupeň VIII v Shapleyho–Sawyerové třídě koncentrace hvězd.